# Friedrich Wilhelm Kohl
Friedrich Wilhelm Kohl spesso abbreviato in K.W. Kohl (Brema, 16 ottobre 1811 – Norderney, 18 settembre 1864) è stato un pittore tedesco.

## Biografia
Kohl nacque a Brema nel 1811. A causa delle conseguenze di un incidente all'età di tre anni, fu invalido a vita. Il suo talento artistico, che inizialmente manifestò nei ritratti e nella pittura sulla porcellana, fu evidente fin dall'inizio. Con l'aiuto finanziario di alcuni amanti dell'arte di Brema, studiò dal 1847 al 1851 presso la Kunstakademie Düsseldorf. Tra il 1843 e il 1844 Kohl dipinse i primi quadri raffiguranti gli apostoli, Martin Lutero e Filippo Melantone commissionati dalla duomo di Brema. Un secondo ritratto di Lutero fu dipinto da Kohl per la chiesa di Blexen, un quartiere della città Nordenham.
È nota soprattutto per le dodici litografie dipinte tra il 1845 e il 1846 e che hanno come soggetto la città di Brema. Dal 1848 al 1851 fu a Berlino per ulteriori studi. Dopo il suo ritorno a Brema creò ulteriori paesaggi urbani e ritratti.
La Kunsthalle Bremen, il museo di belle arti della città, espose alcune delle su opere nel 1843, nel 1860 e nel 1864.

## Opere (selezione)

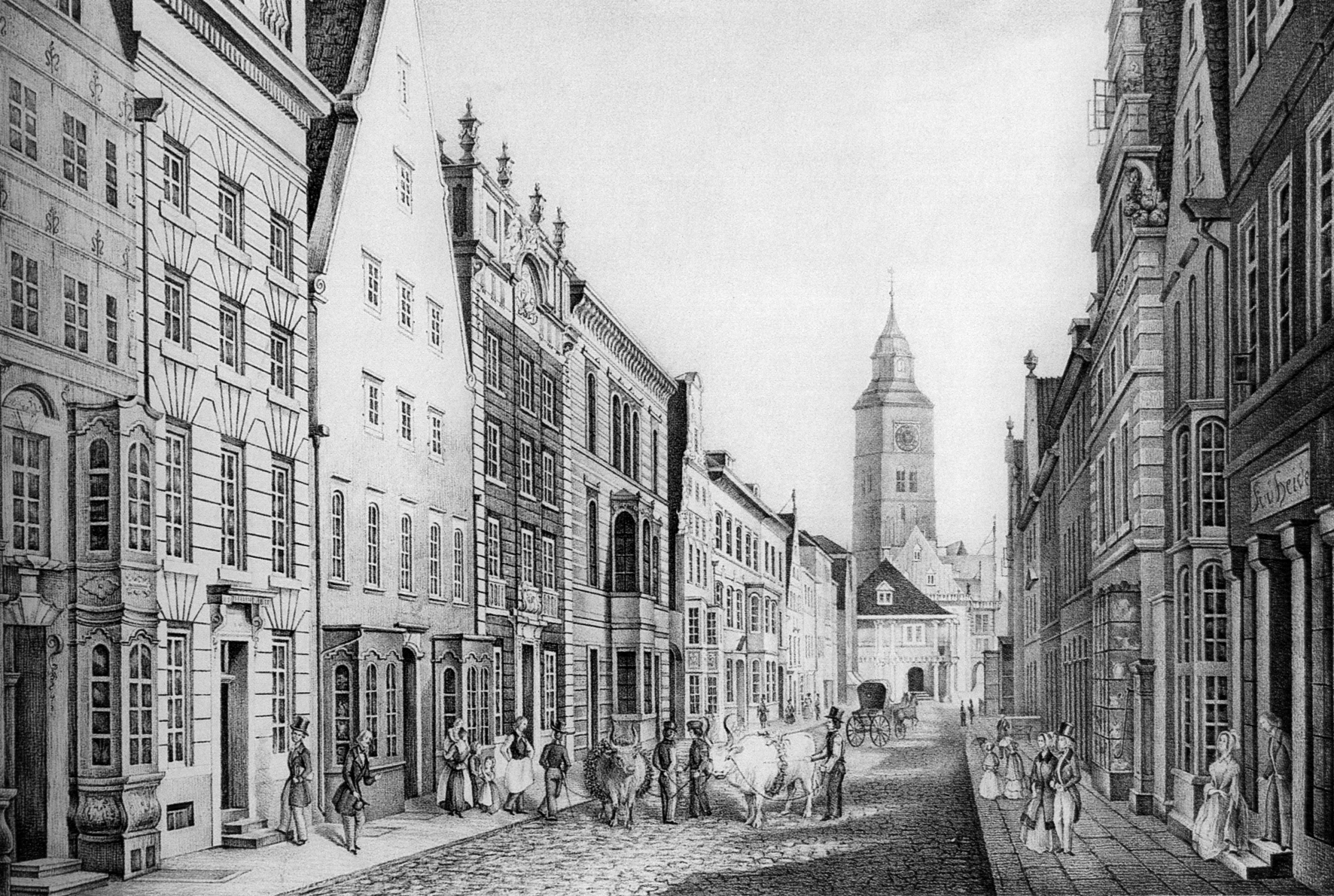
Veduta dell'Obernstrasse di Brema del 1844.

- Ansicht von der Schlachte – Lithografie, 1844. In: (DE) Werner Kloos, Das alte Bremen, Brema, Schünemann, 1978, ISBN 3-7961-1699-X.
- Ansicht vom Weserufer vom Fangelturm weserabwärts mit Schlachte, zur Großen Brücke – Litografia, 1844. In Kloos.
- Ansicht vom Altenwall und der Weser und Anlegeplatz an der Tiefer – Lithografie, 1844. In Kloos.
- Der Alte Hafen in Bremerhaven – Lithografie, 1844. In Kloos.